# Hiltrud Grote
Hiltrud Grote (* 13. November 1936 in Oberhausen; † 3. Oktober 2010 in Hannover) war eine deutsche Kommunalpolitikerin und gilt als Vorkämpferin der Gesamtschulbewegung in Hannover.

## Leben
Hiltrud Grote lebte seit 1964 in Hannover im Stadtteil Limmer.
Nach der Gründung der Integrierten Gesamtschule Linden 1971 engagierte sich Hiltrud Grote vielfältig für die IGS Linden: Sie leitete Seminare für die Elternvertretungen, war Vorsitzende des Schulelternrats. Von 1974 bis 1981 war sie Sprecherin der Eltern in der „Gemeinnützigen Gesellschaft Gesamtschule Niedersachsen“, außerdem aktiv im Bundesvorstand der Gemeinnützigen Gesellschaft Gesamtschule.
Als Mitglied der SPD war Hiltrud Grote ab 1981 im Stadtbezirksrat Linden-Limmer tätig und vom 27. Januar 1988 bis zum 18. November 1996 die erste Frau, die in Hannover als Bezirksbürgermeisterin tätig war.

## Würdigungen

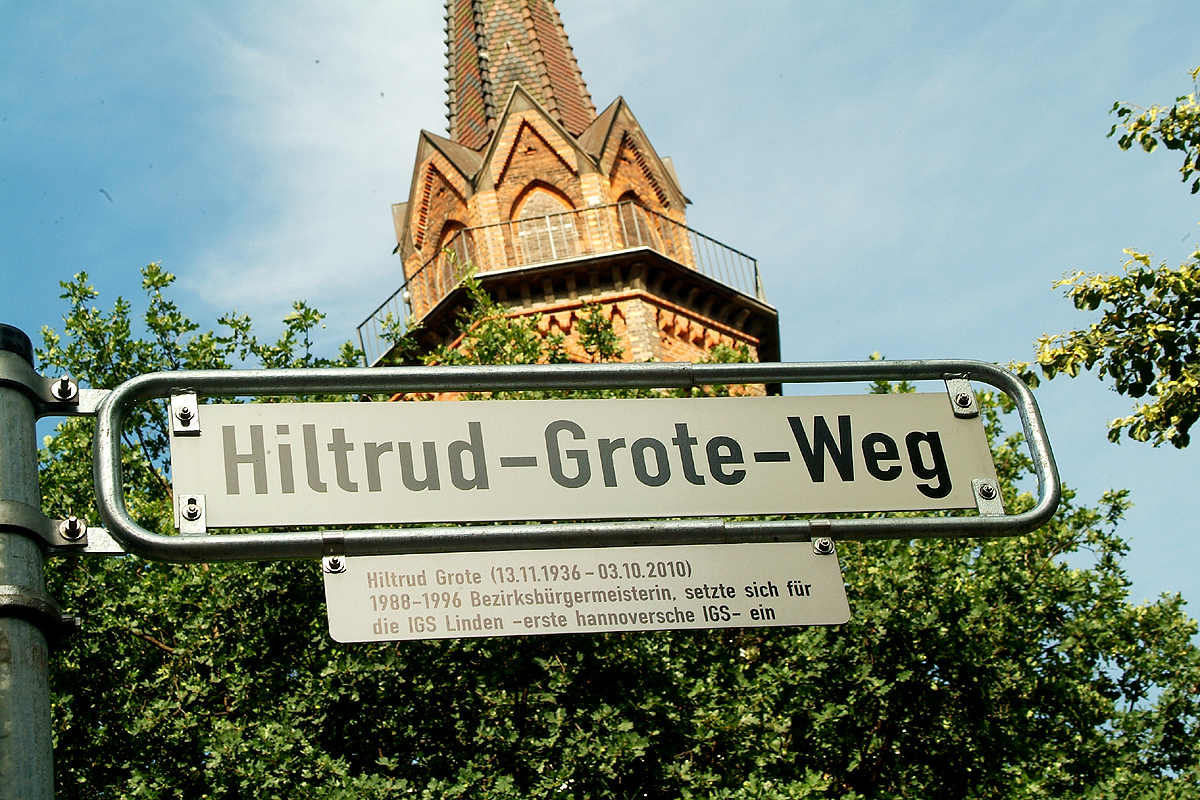
Straßenschild und Legenden-Tafel, hier zwischen St. Martinskirche und der IGS Linden

Am 17. Januar 2012 enthüllte Bürgermeister Bernd Strauch an einem vorhandenen Fuß- und Radweg am Lindener Berg – in Anwesenheit der Kinder von Hiltrud Grote, zahlreicher Bürger und Kinder der „AWO Kita Hiltrud-Grote-Weg“ – unter musikalischer Begleitung das Straßenschild Hiltrud-Grote-Weg mit gesonderter Informationstafel. Die Umbenennung eines Teilstückes der Kirchstraße war parteiübergreifend ein einstimmiger Beschluss des Bezirksrates Linden-Limmer in der VI. Wahlperiode vorausgegangen sowie – letztmals am 6. Oktober 2011 – der Beschluss des Rates der Stadt Hannover: Zum 1. November 2011 ist die Zuständigkeit für die Entscheidungen zur „Benennung von Straßen, Wegen und Plätzen, die ausschließlich in dem Stadtbezirk gelegen sind, auf die Bezirksräte übergegangen.“